# پود ولادو بایس
پود ولادو بایس (انگلیسی: Pod vládou biče) نام یک آلبوم است که به زبان انگلیسی منتشر شده است.